# Tàngara maragda caragroga
La tàngara maragda caragroga (Chlorochrysa nitidissima) és un ocell de la família dels tràupids (Thraupidae).

## Hàbitat i distribució
Habita el bosc molsós, clars i vegetació secundària, localment als Andes a l'oest i sud de Colòmbia.